# 1782 في فرنسا
فيما يلي قوائم الأحداث التي وقعت خلال عام 1782 في فرنسا.

## أحداث
- 25-26 يناير - نشوب معركة سانت كيتس البحرية خلال الحرب الثورية الأمريكية بين أسطول فرنسي بقيادة فرنسوا جوزيف بول دي غراس وأسطول بريطاني أصغر منه بقيادة السير صمويل هود. انتهت المعركة بتحقيق البريطانيين لنصر تكتيكي.[1]
- 17 فبراير - نشوب معركة سدراس البحرية على الساحل الشرقي للهند خلال الحرب الأنجلو-فرنسية (1778-1783) بين الأسطول الفرنسي بقيادة بيير أندريه دي سوفرين والبريطاني بقيادة السير إدوارد هيوز. انتهت المعركة بانتصار الفرنسيين.[2]
- 22 فبراير - استولت فرنسا على جزيرة مونتسرات الواقعة ضمن مجموعة جزر ليوارد في البحر الكاريبي من بريطانيا خلال الحرب الأنجلو-فرنسية (1778-1783).
- 19 أبريل - نشوب معركة قناة مونا البحرية خلال الحرب الثورية الأمريكية بين الأسطول البريطاني بقيادة السير صمويل هود وأسطول فرنسي في مضيق قناة مونا الذي يفصل جزيرة هيسبانيولا عن بورتوريكو في الكاريبي. انتهت المعركة بانتصار البريطانيين.
- 6 يوليو - نشوب معركة نيغاباتام البحرية قبالة الشواطئ الهندية عند بلدة نيغاباتام بين الأسطول الفرنسي بقيادة بيير أندريه دي سوفرين والأسطول البريطاني بقيادة السير إدوارد هيوز. انتهت المعركة بتحقيق البريطانيين لنصر استراتيجي[3] دون انتصار أي من الجانبين من الناحية التكتيكية.[4]

## كتب
من الكتب التي صدرت هذه السنة في فرنسا:
- 23 مارس – العلاقات الخطرة من تأليف بيير شودرلو دي لاكلو.

## مواليد

### يناير
- 29 يناير – دانييل أوبيه ملحن فرنسي.

### مارس
- 25 مارس – كارولين بونابرت

### يونيو
- 19 يونيو – فليستيه دي لامنيه

### يوليو
- 12 يوليو – كاترمير

## وفيات

### يناير
- 4 يناير – جاك آنج جابرييل (مواليد 1698) مهندس معماري فرنسي.

### أغسطس
- 22 أغسطس – هنري لويس دوهاميل (مواليد 1700)